# Синаја
Синаја (рум. Sinaia) град је у у средишњем делу Румуније, у историјској покрајини Влашка. Синаја је насеље у округу Прахова.
Синаја према последњем попису из 2011. године имала 9.975 становника.
Синаја је најпознатије зимско туристичко одредиште у Румунији, чувено по веома добрим условима за скијање.

## Географија
Град Синаја налази се у северном делу историјске покрајине Влашке, свега 10 km јужно од историјске границе са Трансилванијом. Град је удаљен око 120 km северно од престонице Букурешта, а ближи градови су Брашов (50 km северно) и Плојешти (60 km јужно).
Синаја се налази у котлини реке Прахова, на надморској висини од 750 до 850 m. Око града се стрмо издижу се Карпати са врховима преко 2.000 m надморске висине. Планине су махом пошумљене, са веома густом вегетацијом.

## Становништво
У односу на попис из 2002, број становника на попису из 2011. се смањио.
| 1966.  | 1977.  | 1992.  | 2002.  | 2011.  |
| ------ | ------ | ------ | ------ | ------ |
| 11.976 | 13.822 | 15.465 | 14.636 | 10.410 |

Румуни чине већину становништва Синаје, а од мањина присутни су само Роми.

## Знаменитости града
Поред бројних хотела и скијашких стаза, које овом месту омогућавају идеалне услове за развој зимског туризма, Синаја је позната и по великом градитељском значају, везаног највише за време румунске краљевине:
- Манастир Синаја
- Краљевски дворац Пелеш
- Краљевски дворац Пелишор
- Казино „Синаја“
- Вила „Луминиш“, у којој је одседао Ежен Јонеско
- Стара железничка станица.

Поред тога, у Синаји се налази и низ вила и старих пансиона грађених у првој половини 20. века, а који и данас осликавају све богатство и укус тадашње румунске буржоазије.

## Партнерски градови
- Аоста
- Ход Хашарон
- Ати Мон
- Цетиње
- Castelbuono

## Галерија
- Црква манастира Синаја
- Конаци манастира Синаја
- Дворац Пелеш
- Башта испред дворца
- Дворац Пелишор
- Вила у националном стилу
- Градска железничка станица